# Zoutloket
Het zoutloket is een virtueel loket waar wegbeheerders in Nederland op basis van vrijwilligheid hun strooizout kunnen delen om de belangrijkste wegen in Nederland begaanbaar te houden. Er zijn negen regionale zoutloketten en één nationaal zoutloket. Het zout blijft in depot bij de desbetreffende wegbeheerder en wordt door het zoutloket indien nodig op afstand herverdeeld.
Op het moment dat er een (landelijk) tekort aan strooizout ontstaat, kan de minister van Infrastructuur en Milieu besluiten voor het inwerking stellen van zoutloketten. Dat doet zij in overleg met het Interprovinciaal Overleg, de Vereniging van Nederlandse Gemeenten en de Unie van Waterschappen.
Het zoutloket wordt ingesteld wanneer:
- de strooizoutvoorraden bij een groot deel van de wegbeheerders op dreigen te raken
- er door de markt geen of heel beperkt strooizout geleverd kan worden
- er aanhoudende kans op gladheid is door aanhoudend winterweer

In de winter van 2010 werd het zoutloket voor het eerst in werking gesteld. Toen hadden 300 gemeenten zich aangemeld, in 2011 nog geen 200 gemeenten.